# B'doul
Die B'doul sind ein Beduinenstamm, der im Süden Jordaniens in den Dörfern El B'doul und Oum Sayoum im Wadi Musa, nahe der antiken Ruinenstadt Petra, ansässig ist.
Bis in die 1980er Jahre lebten die B'doul fast ausschließlich als Halbnomaden von der Viehzucht. Heute sind viele Stammesangehörige in der Tourismusbranche in und um Petra, beispielsweise als Fremdenführer oder Andenkenhändler tätig.
Da der Stamm weder politisch noch wirtschaftlich von großer Bedeutung ist, trafen die Regierung und die lokalen Behörden Jordaniens in der Vergangenheit immer wieder Entscheidungen über ihn, ohne seine Angehörigen zu konsultieren. So siedelte die Regierung zwischen 1968 und 1985 diejenigen Familien der B'doul zwangsweise um, die bis dahin die kühlen, antiken Grabtempel von Petra als Wohnungen und Stallungen genutzt hatten. In dem damals neu angelegten Ort Oum Sayoum kam es 1995 zu einem Konflikt mit dem Regionalrat von Petra: Die lokale Behörde wollte mit Rücksicht auf die nahegelegene Ruinenstätte, die seit 1985 Weltkulturerbe ist, auch den weiteren Ausbau dieses Ortes eng begrenzen. Die B'doul sahen dadurch Zusagen verletzt, die ihnen nach der Zwangsumsiedlung gemacht worden waren. Der Streit wurde schließlich beigelegt, indem der Regionalrat den B'doul Land zum weiteren Ausbau von Oum Sayoum zurückerstattete und Stammesangehörige in die regionalen Beratungsgremien berief.